# Чернянский район

Памятник Святославу Игоревичу. Чернянский район. Скульптор: В. Клыков

Черня́нский райо́н  — административно-территориальная единица (район) и муниципальное образование (муниципальный район) в Белгородской области России.
Административный центр — пгт Чернянка.

## География
Чернянский район расположен в северо-восточной части Белгородской области.
Граничит:
- на севере — со Старооскольским;
- на западе — с Корочанским;
- на юге — с Новооскольским;
- на северо-западе — с Губкинским;
- на востоке — с Красненским районами области.

Площадь района составляет 1227 км².
По району протекают реки Оскол, Халанка, Ольшанка, Орлик и Холок.

## История
Территория современного Чернянского района заселялась в XVI—XVII веке в основном украинскими переселенцами из восточной Черниговщины, Полтавщины и слобожан Правобережья Украины, но первыми переселенцами были русские люди из современных Орловской и Тульской областей.
Первыми селениями согласно списка с дозорной и межевой книги города Оскола 1615 года были русские деревни Халан (Русская Халань) на реке Оскол, устье речки Халани (Вероятно — это Красный Остров, а не Русская Халань, именно Красный Остров располагался на реке Оскол в устье реки Халани на картах 1785 года.), д. Кобыльная (Ковылено) на реке Халани, д. Ольшанец (Захарово) на реке Ольшанце, село Яблоновое (Воскресеновка) на реке Орлике, д. Сараева Поляна или Завалишина (Завалишино) на реке Оскол, починок Фатеев или Олпеев (Алпеевка), д. Хмелевая (Старохмелевое), д. Волкова (Волково), починок Мокрищев (сейчас на этом месте хутор Заречное) на реке Оскол в устье речки Ольшанца (Ольшанка), д. Коморенцева (Комаревцево) на речке Дубне, д. Верхняя Ольшаница (Петропавловка) и Прилепы.
В первой половине XVII века на юго-западных окраинах Русского государства стали поселяться украинские крестьяне, бежавшие от притеснения польских магнатов и шляхтичей. Многие из них занимались здесь кустарным промыслом: выделкой кожи, изготовлением дёгтя. О поселениях украинцев на нашей территории свидетельствуют остатки украинского языка, который употребляется населением в устной речи.
После заключения Брестского мира в 1918 г. демаркационная линия прошла севернее Новооскольского уезда и Чернянская волость была включена в состав земского центра г. Острогожска, земля Подонье, Украинской народной республики (У.Н.Р)., а в 1919 г. волость вошла в состав Харьковской губернии, Украинской державы гетмана Скоропадского. После свержения Скоропадского в составе белого (ВСЮР) — военно-территориальная единица административного деления Вооружённых сил Юга России и его занимала Добровольческая армия.
Район образован 30 июля 1928 года в составе Острогожского округа Центрально-Чернозёмной области (с 1929 года — в составе Старооскольского округа). В него вошли территории двух волостей Чернянской и Волотовской бывшего Старооскольского уезда. В 1931 году площадь района составляла 1188 км², 45 сельских советов, 100 населённых пунктов.
С 1923 г. по 1933 г. осуществлялась государственная политика украинизации в Центральном Черноземье, где проживало более 1 500 000 украинцев. Украинизация предполагала изучение и применение в повседневной жизни, в школе и на государственной службе украинского языка в тех районах где проживало более 50 % украинцев, Чернянский район вместе с Алексеевским, Вейделевским, Великомихайловским (Новооскольский), Волоконовским, Грайворонским, Ракитянским, Ровенским, Никитовским (Красногвардейский), Будённовским (Красногвардейский) подлежал полной украинизации. В Чернянском районе на украинский язык переходили те селения (слободы и хутора) которые разговаривали на украинском языке (Чернянка, Ольшанка, Орлик, Холки, Малотроицкое, Волоконовка, Морквино, Раевка, Воскресенская (с. Воскресеновка) Масловка (с. Ездочное), Новая Масловка (с. Новомасловка) , Становая (с. Становое), Петропавловка, Сухая Ольшанка и хутора Великий (с. Большое), Малый, Александрет (Бородин), Бакланов (Баклановка), Славянка, Петровский, Андреевский (Андреевка), Грязная Потудань (Новоречье), Лубяный (с. Лубяное), Орехова Яруга (Бабанино), Троицкий (Хитрово), Новоселовка, Александровский (Александровка), Яблонов (с. Яблоново), Алпеевка и Красный Остров, всего 14 слобод и 16 хуторов). Частичной украинизации подлежали такие районы : Белгородский, Большетроицкий (Шебекинский), Валуйский, Корочанский, Новооскольский, Прохоровский, Скороднянский (Губкинский), Томаровский (Яковлевский), Уразовский (Валуйский), Шебекинский.
С 1 января 1933 года делопроизводство во всех районных и сельских организациях переводилось с украинского на русский язык. К осени 1933 г. были
ликвидированы Борисовский и Волоконовский украинские педтехникумы, а вскоре и Белгородский украинский пединститут. Закрылась областная газета
«Ленинский шлях», выходившая на украинском языке, а все украинские районные газеты переходили на русский язык.
13 июня 1934 года после разделения Центрально-Чернозёмной области Чернянский район вошёл в состав Курской области. В 1938 году число сельских советов составляло — 30.
Великая Отечественная война
2 июля 1942 года в Чернянку вошли войска гитлеровской Германии (в основном это были мадьяры). С сентября по ноябрь 1942 г. из Чернянского района угнано фашистами на работы в Германию 994 человека.
За время оккупации в 1942—1943 годах на территории Чернянского района погибло 49 мирных граждан. При отступлении из Чернянского района немецко-мадьярские воинские части угнали с собой содержащихся в концлагере 200 человек военнопленных бойцов Красной Армии и 160 человек советских патриотов. В пути следования фашисты всех этих 360 человек закрыли в здании школы, облили бензином и зажгли. Пытавшихся бежать расстреливали.
Освободили Чернянку от немцев Воронежско-Касторненской операцией войска Воронежского фронта 29 января 1943 г.
6 января 1954 года Чернянский район вошёл в состав вновь образованной Белгородской области. В 1959 году площадь района составляла 1070 км², число с\с — 14.
С 1 января 2006 года в соответствии с Законом Белгородской области от 20.12.2004 № 159 муниципальное образование «Чернянский район» наделено статусом муниципального района. На территории района образованы 16 муниципальных образования: 1 городское и 15 сельских поселений.

## Население
| 1931    | 1932    | 1939    | 1959    | 1970    | 1979    | 1989    | 2002    | 2009    |
| ------- | ------- | ------- | ------- | ------- | ------- | ------- | ------- | ------- |
| 73 289  | ↘66 481 | ↘47 892 | ↘39 904 | ↘39 228 | ↘33 194 | ↘32 056 | ↗33 899 | ↘32 639 |
| 2010    | 2011    | 2012    | 2013    | 2014    | 2015    | 2016    | 2017    | 2018    |
| ↗32 647 | ↘32 547 | ↘32 316 | ↘32 107 | ↘31 864 | ↘31 613 | ↘31 488 | ↘31 383 | ↘31 337 |
| 2019    | 2020    | 2021    | 2024    |         |         |         |         |         |
| ↘31 026 | ↘30 890 | ↘29 726 | ↘28 991 |         |         |         |         |         |

### Урбанизация
В городских условиях (пгт Чернянка) проживают 50,47 % населения района.

### Национальный состав
Официальный язык района — русский язык. Язык общения на территории района в основном смешанный, русско-украинский (суржик).
В Новооскольском уезде по переписи населения 1760 года проживало 69,6 % украинцев и 30 % русских.
В 1850 году в Новооскольском уезде проживало 60 044 или 58,9 % украинцев и 41 888 или 41,1 % русских.
В 1897 году по переписи населения в Новооскольском уезде (Чернянский район входил в состав Новооскольского уезда) проживало — русских — 44 % и украинцев — 56 %.
В 1920 году доля украинцев в Новооскольском уезде колебалась по волостям от 60 до 80 %.
В Чернянской волости в 1926 году проживало 67,7 % украинцев и 32,1 % русских.
В Чернянском районе в 1931 году проживало 57,0 % украинцев и 42,9 % русских.
В 1989 году по переписи населения проживало 2,4 % украинцев и 97,5 % русских.
По итогам переписи населения 2020 года проживали следующие национальности (национальности менее 0,1 % и другое, см. в сноске к строке «Другие»):
| Национальность | Численность, чел. | Доля     |
| -------------- | ----------------- | -------- |
| Русские        | 23 978            | 80,66 %  |
| Украинцы       | 225               | 0,76 %   |
| Армяне         | 197               | 0,66 %   |
| Езиды          | 149               | 0,50 %   |
| Турки          | 137               | 0,46 %   |
| Курды          | 110               | 0,37 %   |
| Азербайджанцы  | 65                | 0,22 %   |
| Молдаване      | 33                | 0,11 %   |
| Другие         | 4832              | 16,26 %  |
| Итого          | 29 726            | 100,00 % |

## Муниципально-территориальное устройство
В Чернянский район как муниципальное образование со статусом муниципального района входят 16 муниципальных образований, в том числе 1 городское и 15 сельских поселений:
| №  | Муниципальное образование            | Административный центр | Количество населённых пунктов | Население | Площадь, км2 |
| -- | ------------------------------------ | ---------------------- | ----------------------------- | --------- | ------------ |
| 1  | городское поселение посёлок Чернянка | пгт Чернянка           | 3                             | ↘14 838   | 86,84        |
| 2  | Андреевское сельское поселение       | село Андреевка         | 6                             | ↘657      | 56,05        |
| 3  | Большанское сельское поселение       | село Большое           | 3                             | ↘485      | 74,76        |
| 4  | Волоконовское сельское поселение     | село Волоконовка       | 3                             | ↘1116     | 89,91        |
| 5  | Волотовское сельское поселение       | село Волотово          | 1                             | ↘766      | 58,47        |
| 6  | Ездоченское сельское поселение       | село Ездочное          | 5                             | ↘2197     | 142,26       |
| 7  | Кочегуренское сельское поселение     | село Кочегуры          | 5                             | ↘845      | 79,86        |
| 8  | Лозновское сельское поселение        | село Лозное            | 1                             | ↘510      | 40,10        |
| 9  | Лубянское сельское поселение         | село Лубяное-Первое    | 3                             | ↘464      | 44,47        |
| 10 | Малотроицкое сельское поселение      | село Малотроицкое      | 6                             | ↘1017     | 97,11        |
| 11 | Новореченское сельское поселение     | село Новоречье         | 2                             | ↘497      | 54,75        |
| 12 | Огибнянское сельское поселение       | село Огибное           | 2                             | ↘834      | 67,60        |
| 13 | Ольшанское сельское поселение        | село Ольшанка          | 4                             | ↘1219     | 77,26        |
| 14 | Орликовское сельское поселение       | село Орлик             | 7                             | ↗1090     | 101,52       |
| 15 | Прилепенское сельское поселение      | село Прилепы           | 4                             | ↘1027     | 110,57       |
| 16 | Русскохаланское сельское поселение   | село Русская Халань    | 3                             | ↗1935     | 45,94        |

## Населённые пункты
В Чернянском районе 57 населённых пунктов.
| №  | Населённый пункт | Тип     | Население | Муниципальное образование            |
| -- | ---------------- | ------- | --------- | ------------------------------------ |
| 1  | Александровка    | село    | ↘312      | Андреевское сельское поселение       |
| 2  | Алпеевка         | хутор   | ↘37       | Орликовское сельское поселение       |
| 3  | Андреевка        | село    | ↘404      | Андреевское сельское поселение       |
| 4  | Бабанино         | хутор   | ↘72       | Андреевское сельское поселение       |
| 5  | Баклановка       | село    | ↘137      | Малотроицкое сельское поселение      |
| 6  | Большое          | село    | ↘260      | Большанское сельское поселение       |
| 7  | Бородин          | хутор   | ↘181      | Большанское сельское поселение       |
| 8  | Верхнее Кузькино | село    | ↘716      | Прилепенское сельское поселение      |
| 9  | Водяное          | хутор   | ↘34       | Прилепенское сельское поселение      |
| 10 | Волково          | село    | ↘340      | Огибнянское сельское поселение       |
| 11 | Волоконовка      | село    | ↘613      | Волоконовское сельское поселение     |
| 12 | Волотово         | село    | ↘766      | Волотовское сельское поселение       |
| 13 | Воскресеновка    | село    | ↘129      | Орликовское сельское поселение       |
| 14 | Долгая Яруга     | посёлок | ↘158      | Ездоченское сельское поселение       |
| 15 | Ездочное         | село    | ↗1669     | Ездоченское сельское поселение       |
| 16 | Завалищено       | село    | ↘289      | Волоконовское сельское поселение     |
| 17 | Заречное         | хутор   | ↗42       | городское поселение посёлок Чернянка |
| 18 | Захарово         | село    | ↘281      | Ольшанское сельское поселение        |
| 19 | Ковылено         | село    | ↗301      | Прилепенское сельское поселение      |
| 20 | Комаревцево      | село    | ↗144      | Орликовское сельское поселение       |
| 21 | Кочегуры         | село    | ↘908      | Кочегуренское сельское поселение     |
| 22 | Красная Звезда   | посёлок | ↘5        | Кочегуренское сельское поселение     |
| 23 | Красная Поляна   | посёлок | ↘27       | Кочегуренское сельское поселение     |
| 24 | Красный Выселок  | посёлок | ↘50       | Русскохаланское сельское поселение   |
| 25 | Красный Остров   | посёлок | ↗896      | Русскохаланское сельское поселение   |
| 26 | Ларисовка        | село    | ↘194      | Новореченское сельское поселение     |
| 27 | Лозное           | село    | ↘510      | Лозновское сельское поселение        |
| 28 | Лубяное-Первое   | село    | ↗418      | Лубянское сельское поселение         |
| 29 | Малиново         | хутор   | ↘14       | Андреевское сельское поселение       |
| 30 | Малотроицкое     | село    | ↗774      | Малотроицкое сельское поселение      |
| 31 | Малый            | хутор   | ↘154      | Большанское сельское поселение       |
| 32 | Медвежье         | хутор   | ↘71       | Лубянское сельское поселение         |
| 33 | Некрасовка       | посёлок | ↘6        | Ездоченское сельское поселение       |
| 34 | Новая Масловка   | село    | ↘210      | Ездоченское сельское поселение       |
| 35 | Новоречье        | село    | ↗507      | Новореченское сельское поселение     |
| 36 | Новосёловка      | хутор   | ↗114      | Андреевское сельское поселение       |
| 37 | Огибное          | село    | ↗664      | Огибнянское сельское поселение       |
| 38 | Окуни            | село    | ↘328      | Волоконовское сельское поселение     |
| 39 | Ольшанка         | село    | ↗788      | Ольшанское сельское поселение        |
| 40 | Орлик            | село    | ↗755      | Орликовское сельское поселение       |
| 41 | Павловка         | село    | ↘141      | Орликовское сельское поселение       |
| 42 | Петровский       | хутор   | ↗205      | Малотроицкое сельское поселение      |
| 43 | Петропавловка    | село    | ↗155      | Ольшанское сельское поселение        |
| 44 | Прилепы          | село    | ↘265      | Прилепенское сельское поселение      |
| 45 | Проточное        | село    | ↘118      | Кочегуренское сельское поселение     |
| 46 | Раевка           | хутор   | ↘96       | городское поселение посёлок Чернянка |
| 47 | Русская Халань   | село    | ↗1033     | Русскохаланское сельское поселение   |
| 48 | Савенково        | село    | ↘115      | Ольшанское сельское поселение        |
| 49 | Славянка         | хутор   | ↗179      | Малотроицкое сельское поселение      |
| 50 | Становое         | село    | ↘73       | Лубянское сельское поселение         |
| 51 | Старохмелевое    | село    | ↘71       | Орликовское сельское поселение       |
| 52 | Сукмановка       | хутор   |           | Малотроицкое сельское поселение      |
| 53 | Сухая Ольшанка   | село    | ↗135      | Кочегуренское сельское поселение     |
| 54 | Хитрово          | село    | ↘96       | Малотроицкое сельское поселение      |
| 55 | Холки            | село    | ↘233      | Ездоченское сельское поселение       |
| 56 | Чернянка         | пгт     | ↘14 632   | городское поселение посёлок Чернянка |
| 57 | Шляховое         | хутор   | ↘11       | Андреевское сельское поселение       |
| 58 | Яблоново         | хутор   | ↘37       | Орликовское сельское поселение       |

Населённые пункты с населением более 1000 жителей в 1877 г..
| Населённый пункт                                                                           | Количество жителей |
| ------------------------------------------------------------------------------------------ | ------------------ |
| 1.Слобода Чернянка, (в том числе сл. Морквино — 808 чел., в с. Ближняя Ливенка — 295 чел.) | 4 952              |
| 2.Слобода Орлик                                                                            | 4 463              |
| 3.Слобода Ольшанка                                                                         | 4 005              |
| 4.СелоВолотово                                                                             | 3 233              |
| 5.Село Кузькино                                                                            | 1 951              |
| 6.Слобода Волоконовка                                                                      | 1 791              |
| 7.Слобода Троицкая                                                                         | 1 603              |
| 8.Село Русская Халань                                                                      | 1579               |
| 9.Село Лозное                                                                              | 1519               |
| 10.Село Волково                                                                            | 1237               |
| 11.Село Прилепы                                                                            | 1200               |
| 12.Слобода Старая Масловка (в том числе с. Ездочное −871 чел.)                             | 1162               |
| 13.Село Огибное                                                                            | 1061               |
| 14.Слобода Холки                                                                           | 1031               |

Населённые пункты с населением более 1000 жителей в 1897 г.
| Населённый пункт                                       | Количество жителей |
| ------------------------------------------------------ | ------------------ |
| 1.Слобода Чернянка                                     | 5 860              |
| 2.Слобода Орлик                                        | 4 010              |
| 3.Село Волотово                                        | 3 627              |
| 4.Слобода Ольшанка                                     | 3 522              |
| 5.Село Кузькино                                        | 2 451              |
| 6.Село Русская Халань                                  | 2297               |
| 7.Село Лозное                                          | 1771               |
| 8.Слобода Холки                                        | 1601               |
| 8.Село Прилепы                                         | 1576               |
| 9.Село Волково                                         | 1459               |
| 10.Слобода Троицкая                                    | 1 441              |
| 11.Слобода Волоконовка                                 | 1 258              |
| 12.Село Проточное                                      | 1248               |
| 13.Село Огибное                                        | 1238               |
| 14.Село Ездочное (в том числе сл. Масловка — 947 чел.) | 1144               |
| 15.Слобода Морковино (в черте пгт Чернянка)            | 1117               |

## Местное самоуправление
Глава района — Председатель Муниципального совета Чернянского района — М. В. Чуб. 

Глава администрации Чернянского района — С. А. Морозов.

## Экономика
Основные предприятия района относятся к перерабатывающей промышленности. Крупнейшими из них являются:
- ЗАО «Рус агро»
- ЗАО «Чернянский мясокомбинат»
- ЗАО «Завод растительных масел»

На территории района находятся 14 акционерных обществ, производящих сельскохозяйственную продукцию. Действуют 52 малых предприятия.

## Культура
В пос. Чернянка имеется Дом пионеров и школьников, расположенный практически на территории ЗАО «Завод растительных масел», кинотеатр «Космос» (обычно ежедневно два сеанса 18:30 и 21:00 или выступление гастролирующих коллективов), Уже достроился «Дом культуры», где чернянцы рады встретить гастролирующих гостей; по субботам проходят дискотеки с новейшим звуко- и светооборудованием, краеведческий музей, расположенный в историческом здании — памятнике архитектуры конца 19 века — доме купца Найденко Д. П.

## Достопримечательность
В селе Холки на территории Холковского городища располагается подземный Холковский монастырь.

## Уроженцы
Герои Советского Союза
- Жученко, Павел Данилович — родился в слободе Чернянка.
- Ивлев, Дмитрий Данилович — родился в селе Прилепы.
- Маринченко, Николай Данилович — родился в слободе Чернянка.
- Петренко, Николай Антонович — родился в слободе Чернянка.
- Тимонов, Федор Трофимович — родился в селе Русская Халань.
- Фёдоров, Иван Андреевич — родился в слободе Морквино.

Герои Социалистического Труда
- Богатырёв Николай Григорьевич  — родился в слободе Ольшанка.
- Рыбалка, Григорий Яковлевич — родился в слободе Орлик.
- Гусаков, Дмитрий Михайлович — родился в хуторе Баклановка.
- Шаульская, Нина Савельевна — родилась в слободе Новая Масловка.

Полные кавалеры ордена Славы
- Богатырёв, Яков Васильевич — родился в слободе Ольшанка.
- Журавлёв, Василий Иванович (полный кавалер ордена Славы) — родился в  селе  Александровка .

Другие
- Марков, Александр Владимирович — астрофизик, доктор математических наук. Родился в слободе Чернянка. Работал в области фотометрии, приборостроения и физики планет, изучением небесных объектов, в первую очередь, Луны. Автор 70 научных работ. Его именем назван кратер на Луне.